# Hindling (Grassau)
Hindling ist ein Gemeindeteil des Marktes Grassau im Landkreis Traunstein (Regierungsbezirk Oberbayern, Bayern). Der Weiler liegt am südlichen Rand der Kendlmühlfilzen, einem Hochmoor südlich des Chiemsees.
In Hindling war der Chiemseemaler Theodor von Hötzendorff (1898–1974) beheimatet.